# 疑古
疑古（ぎこ、拼音: yígǔ）とは、古代中国史の歴史記述をめぐる、歴史学・文献学・考古学の立場（歴史観・方法論・歴史学研究法）の一つ。疑古主義ともいう。
中国史の始まりに位置する三皇五帝や夏王朝の実在を疑い、後世の創作とみなす立場（加上説をとる立場）である。言い換えれば、これらの時代について書かれた『史記』などの歴史書や『書経』などの儒教経典を、積極的に史料批判する立場でもある。また『老子』などの古典文献を後世の仮託・偽書とみなす立場でもある。
中華民国初期・1920年代の顧頡剛・銭玄同・胡適ら、疑古派またの名を古史辨派（古史弁派、こしべんは、拼音: gŭshǐbiànpài）が提唱した。ただし、これに先駆けて康有為・白鳥庫吉・内藤湖南らが既に同様の立場をとっていた。
一方、疑古を批判する信古・釈古と呼ばれる立場もあり、21世紀現在でも疑古の当否は議論の的になっている。

## 疑古派
疑古の立場は、1920年代の顧頡剛・銭玄同・胡適らにより提唱された。とくに銭玄同は「疑古玄同」を名乗るほどに疑古を支持していた。彼らはみな当時30歳から40歳前後の若手研究者だった。
顧頡剛らが1926年に創刊した論文集『古史辨』が、疑古の主な発信源になった。『古史辨』は1941年まで計7巻が刊行され、350篇の論文が掲載された。主な寄稿者としては上記三人のほか、羅根澤・銭穆・童書業・呂思勉・楊寛らがいる。特に銭穆と童書業は、元々はアマチュア・在野の研究者だったが、顧頡剛に抜擢されて専業の研究者になった人物でもあった。『古史辨』の出版社樸社は、商務印書館の鄭振鐸らが創設した独立系出版社だった。
顧頡剛らが疑古を提唱した背景として、1910年代の新文化運動がある。新文化運動とは、儒教に代表される伝統文化を停滞的な旧文化として批判し、科学的方法などの進歩的な新文化を広める運動である。とりわけ、運動の主導者でもあるアメリカ帰りの胡適が、運動と同時期に構築していた中国哲学史の叙述方法は、当時北京大学の学生だった顧頡剛に強い影響を与えた。ただし、胡適は最終的に疑古から離反することになる。

## 主張

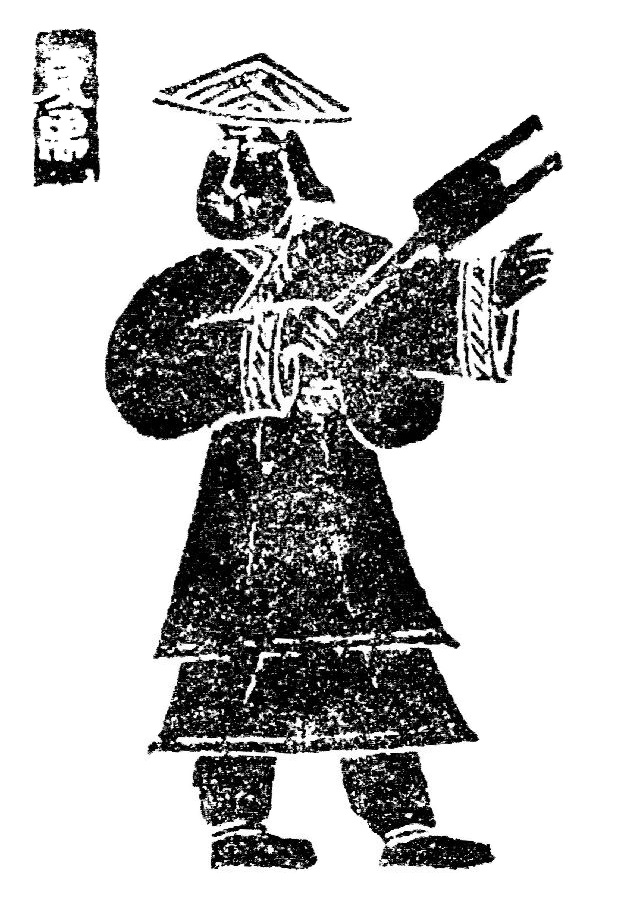
夏の禹王

### 古史
古史辨派は、その名の通り「古史」の真偽を厳しく辨別する。ここでいう「古史」とは、東周時代（春秋戦国時代）までの歴史、すなわち三皇五帝と夏殷周三代の歴史、要するに「先秦史」をさす。言い換えれば、先秦史について記された『史記』などの歴史書や『書経』などの儒教経典が、厳しく史料批判される。
とりわけ、儒教の聖人である堯・舜・禹に代表される三皇五帝と夏王朝の歴史が、実際の歴史ではなく神話や偽史とみなされる。例えば、顧頡剛が1923年に提唱した「禹は蟲だった」説（中国語: 「大禹是条虫」「禹是一条虫」）によれば、禹は実在の人物ではなく、神格化された「動物」（広義の「虫」、具体的にはトカゲなどの爬虫類）の名前だったが、それが後世に人名と誤解されたのだという。また1920年には胡適が、周の土地制度である「井田制」を『孟子』が創作した制度であるとした。これらの主張は当時の学界に論争を巻き起こした。

### 偽書
古史辨派は、儒教経典や諸子百家の『老子』といった先秦文献の偽書説（または仮託説）、すなわち、文献の成立年代を先秦末期や秦漢以降に引き下げる説も積極的に扱う。ただし、偽書説という営み（通称「辨偽」）自体は古くからあり、特に清代の姚際恒『古今偽書考』は顧頡剛に影響を与えている。

## 先駆者
疑古の古史批判と同様の説は、清代の学者が既に提唱していた。例えば、清代末期の常州学派（今文学派）に属する康有為が、その著書『孔子改制考』などで、文脈は異なるけれども既に提唱していた。あるいはそれよりも早く、清代中期の崔述が提唱していた。顧頡剛は彼ら清代の学者からも影響を受けていた。
日本でも、1909年に東洋史学者の白鳥庫吉が「堯舜禹抹殺論」という論を、崔述の影響を受けつつ既に提唱していた。あるいはそれよりも早く、江戸時代の富永仲基が『出定後語』で中国史よりも仏教史に対して提唱していた。富永仲基の説は、白鳥庫吉と同世代の内藤湖南によって1925年頃に再発見され、「加上説」「加上の原則」などと呼ばれて中国史に応用されていた。ただし、顧頡剛が彼ら日本人からも影響を受けていた、というわけではない。なお、顧頡剛の加上説は「層累地造成説」「層累地造成的古史観」（簡体字: 层累地造成的古史观）などと呼ばれる。
以上の日本人の説は、1941年『古史辨』第7巻所収の楊寛「中国上古史導論」などで中国にも紹介された。なお楊寛によれば、以上のほかにも小川琢治・マスペロ・グラネらも古史批判の先駆者として挙げられる。
そのほか、顧頡剛は唐代の『史通』や上記の清代の姚際恒を、疑古の観点から再評価した。金谷治は、疑古の精神は漢代の司馬遷等にまで遡るとしている。

## 評価・反論

### 肯定
20世紀中期には、疑古派自体は解散したが、疑古は郭沫若らの唯物史観と並ぶ主要な方法論として、中国内外で支持された。
欧米では、1931年アーサー・ハンメルによって疑古が紹介され影響力をもった。
日本では、1930年代以降森鹿三・武田泰淳・小川茂樹らが疑古を紹介した。1940年には平岡武夫が『古史辨』第1巻の顧頡剛自序を翻訳した。
上述の内藤湖南の弟子にあたる宮崎市定は、「西周抹殺論」を提唱した。なお、内藤と宮崎のふたりは、京都学派（京都支那学）を代表する学者としても知られる。
偽書説についても、武内義雄・赤塚忠・津田左右吉をはじめとする東洋哲学史学者が、詳細な偽書説を構築した。なかでも津田左右吉は、日本史や日本思想史についても疑古と同様の説を展開して、戦中の日本において弾圧されたことで知られる（津田左右吉#津田事件）。

### 否定 (信古・釈古)

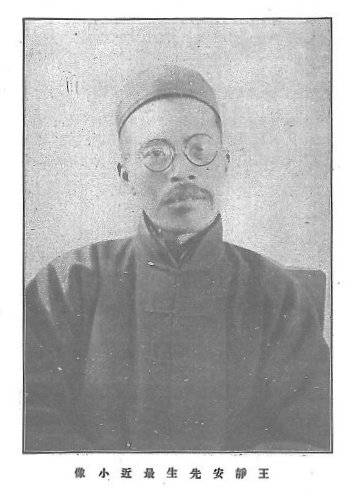
王国維。殷の実在を信じ、殷墟の発見に貢献した。

一方で、疑古を否定する立場、つまり古史を信じる立場も数多く提唱されてきた。そのような立場は「信古」（信古派）または「釈古」（釈古派）と呼ばれる。信古（釈古）の立場をとる学者の多くは、中国考古学の成果を根拠とする。つまり例えば、先秦の遺跡の発掘調査の成果や、それによって得られた出土文字資料（甲骨文・金文・簡牘・帛書）の解読成果、または年代測定や天文考古学による歴史書の検証成果などを根拠とする。
信古（釈古）の筆頭として、顧頡剛の一世代上の学者で清朝の遺臣、王国維がいる。王国維は、二重証拠法という方法論を提唱することで疑古と対立した。二重証拠法とは、まず歴史資料全般を、『史記』などの伝世資料と、甲骨文などの出土資料の二種類に大別した上で、伝世資料が出土資料によって否定されない限りは、伝世資料を基本的には信じてよいとする方法論である。要するに、古史を基本的には信じてよいとする立場である。王国維の二重証拠法は、1928年の傅斯年・董作賓らによる殷墟発掘で有効性を示し、それ以来、適宜改訂を加えつつ、出土資料研究の標準的な方法論として採用されてきた。

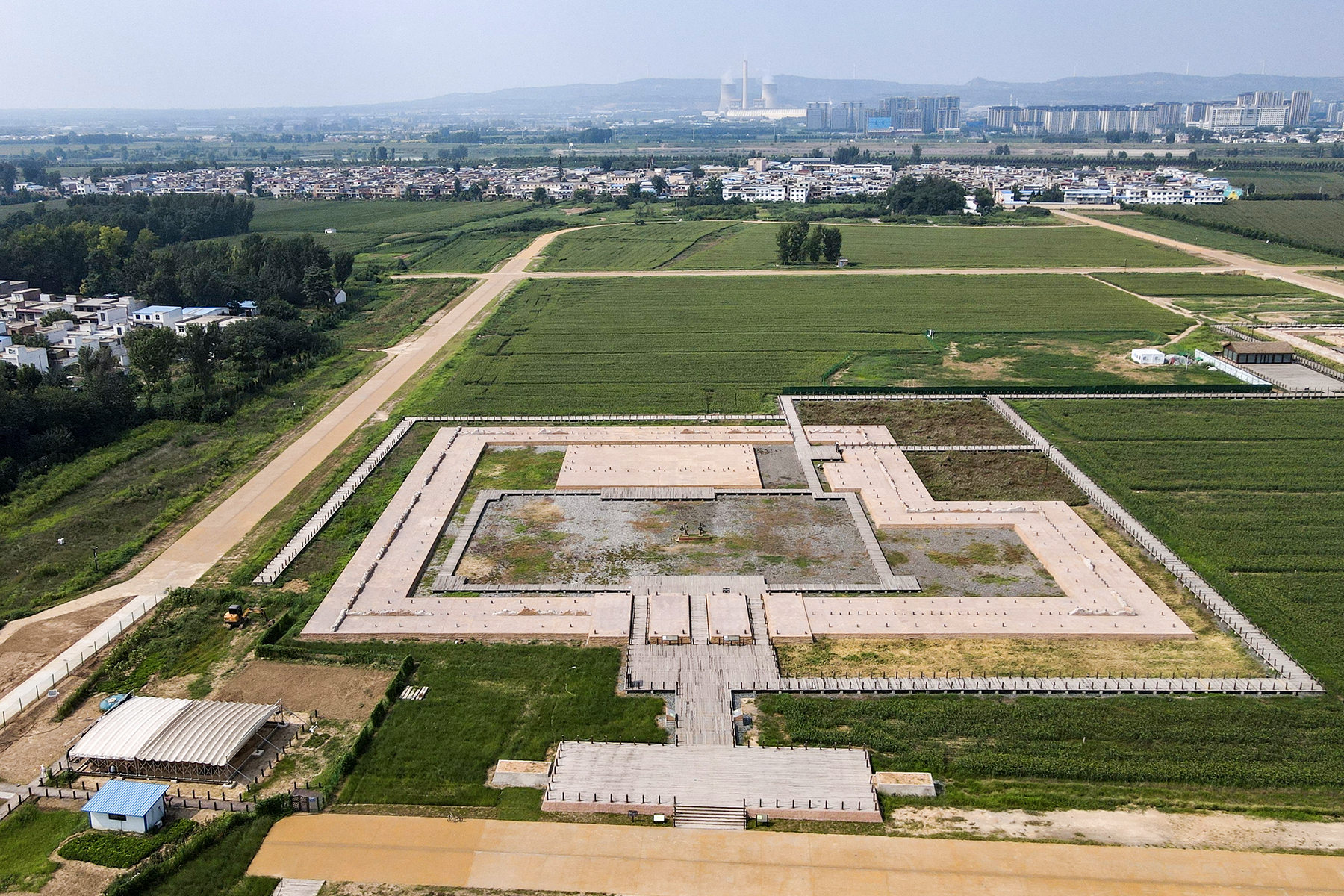
夏の都とされる二里頭遺跡

殷墟に続く形で、1950年代以降、中華人民共和国では先秦の遺跡が相次いで発掘された。なかでも二里頭遺跡の出土品や宮殿跡は、放射性炭素年代測定や歴史書の記述に照らせば夏の時代のものと推定できるため、中国の学者の多くは二里頭遺跡が夏の都であると判断した（詳細は 二里頭文化#夏・殷朝との関連 を参照）。
日本でも、白鳥の「堯舜禹抹殺論」に対しては、白鳥と同時代の甲骨学者、林泰輔が反論している。
偽書説に対しても、1990年代以降、出土資料の郭店楚簡などのうちに、現存する文献とほぼ同じ文献が見つかったため（例えば『礼記』緇衣篇）、それまで構築されてきた偽書説の多くが根本から覆された。
疑古を否定する立場は、とりわけ1990年代以降、李学勤によって積極的に提唱された。李学勤は、以上に挙げたような考古学の諸成果を踏まえて、「疑古時代からの脱却」（走出疑古時代）というスローガンを打ち出すとともに、それを実践する形で、国家規模の古史研究プロジェクト「夏商周断代工程」を主導した。同プロジェクトは、のちの「中華文明探源工程」（考古学の成果を三皇五帝と結びつけるプロジェクト）に継承され、最終的に2018年まで続いた。また同時期には、米中の学者が共同して、地質学の観点から禹の治水伝説（黄河の大洪水）を検証するプロジェクトも行われた。

### 否定に対する否定
1990年代以降、「走出疑古時代」が流行する一方で、その流行に対して中国内外から批判や反省が寄せられるようになった。つまり疑古が再評価されるようになった。
例えばロータール・フォン・ファルケンハウゼンは、「中国考古学の文献史学指向」と呼ぶ形で、考古学の成果と歴史書の記述とを安易に結びつける傾向を批判している。
王国維の二重証拠法に対しても、反証可能性などの観点から強い批判が寄せられている。
偽書説に関しては、「出土資料の偽書説」が提唱されるようになった。具体的には、清華簡・上博楚簡・北大漢簡といった、通称「非発掘簡」（盗掘されて骨董市場に流れていた木竹簡を大学や博物館が回収したもの）に対して、現代に偽造された木竹簡が混入しているのではないか、という疑惑が指摘されるようになった。なかでも、浙江大学所蔵の竹簡版『春秋左氏伝』（浙江大『左伝』）は、現存する『春秋左氏伝』の成立年代とも関わるため、その真偽が中国内外で議論の的になった。
2010年代末時点でも、疑古と信古（釈古）の対立は決着がついておらず、むしろ複雑化しており、学者ごとに様々な見解がある。